# بيتر أريكسون (متزلج سريع)
بيتر أريكسون هو متزلج سريع سويدي، ولد في 19 نوفمبر 1952.

## وصلات خارجية
- بيتر أريكسون على موقع SpeedSkatingBase.eu (الإنجليزية)